# Lothar Schruff
Lothar Schruff (* 1. März 1940 in Osnabrück; † 10. Oktober 2024) war ein deutscher Wirtschaftswissenschaftler. Von 1990 bis 2008 war er Inhaber des Lehrstuhls Betriebswirtschaftslehre mit den Schwerpunkten Rechnungslegung und Prüfungswesen an der Georg-August-Universität Göttingen.

## Leben
Nach dem Abitur machte Schruff in Köln die Ausbildung zum Diplom-Kaufmann. Anschließend begann er an der Eberhard Karls Universität Tübingen Betriebswirtschaft zu studieren. 1961 wurde er im Corps Franconia Tübingen recipiert. Als Inaktiver wechselte er an die Westfälische Wilhelms-Universität Münster. Mit einer Doktorarbeit bei Ulrich Leffson wurde er 1972 im Fachbereich Wirtschafts- und Sozialwissenschaften zum Dr. rer. pol. promoviert. Von 1973 bis 1977 war er Assistenzprofessor für Wirtschaftsprüfung an der Technischen Universität Berlin. Von 1978 bis 1981 war er Lehrbeauftragter an der Universität Hannover und anschließend an der Westfälischen Wilhelms-Universität in Münster. Dort wurde er 1986 Honorarprofessor. 1990 erhielt er einen Ruf auf die Professur für Betriebswirtschaft, insbesondere Rechnungslegung, an der Wirtschaftswissenschaftlichen Fakultät der Georg-August-Universität Göttingen. Er gehörte dem Vorstand des Instituts für Rechnungs- und Prüfungswesen öffentlicher und privater Betriebe sowie dem Seminar für Versicherungswissenschaft an.
Schruff war verheiratet und Vater von zwei Kindern und lebte in Göttingen. Er starb am 10. Oktober 2024.

## Schriften
- mit Gerhard Groß: Der Jahresabschluss nach neuem Recht – Aufstellung, Prüfung, Offenlegung. IDW-Verlag, Düsseldorf 1986, ISBN 3-802-10288-6.
- mit Gerhard Groß, Klaus von Wysocki: Der Konzernabschluss nach neuem Recht – Aufstellung, Prüfung, Offenlegung. IDW-Verlag, Düsseldorf 1986, 1987, ISBN 3-802-10310-6.
- Bilanzrecht unter dem Einfluss internationaler Reformzwänge. IDW-Verlag, Düsseldorf 2001, ISBN 3-802-10703-9.
- mit Wolfgang Ballwieser u. a. (Hrsg.): Wiley Kommentar zur internationalen Rechnungslegung nach IFRS 2006. Wiley-VCH, Weinheim 2006, ISBN 3-527-50207-6.